# Niptodes carbonarius
Niptodes carbonarius is een keversoort uit de familie klopkevers (Ptinidae). De wetenschappelijke naam van de soort werd in 1856 gepubliceerd door Wilhelm Gottlob Rosenhauer.